# Sant'Agnese sul rogo
Sant'Agnese sul rogo è una scultura realizzata da Ercole Ferrata nel 1660 per la chiesa romana di Sant'Agnese in Agone.
La scultura riassume nella realizzazione i due stili artistici maggiormente utilizzati in quel tempo: quello classicista del maestro di Ferrata, Alessandro Algardi, che trapela nell'impostazione generale dell'opera, e quella di Gian Lorenzo Bernini che emerge nelle lingue di fuoco che dal basso salgono vorticosamente increspando il panneggio.